# تاريخ بلوشستان
شكلت بلوشستان الكبرى على امتداد التاريخ مركزاً حضارياً ناشطاً تفاعل منذ القدم مع مراكز الحضارة في العالم القديم .
وتشير الدراسات التاريخية والاكتشافات الأثرية إلى أن الحضارة البلوشية الراقية والمزدهرة عبر المراحل الزمنية القديمة أسهمت في تحقيق الكثير من الانجازات على المستوى الانساني .
هناك أدلة على مستوطنات بشرية قديمة في بلوشستان ويرجع تاريخها إلى حوالي القرن 15 ق م .

## التاريخ القديم

### حضارة مهرغاره

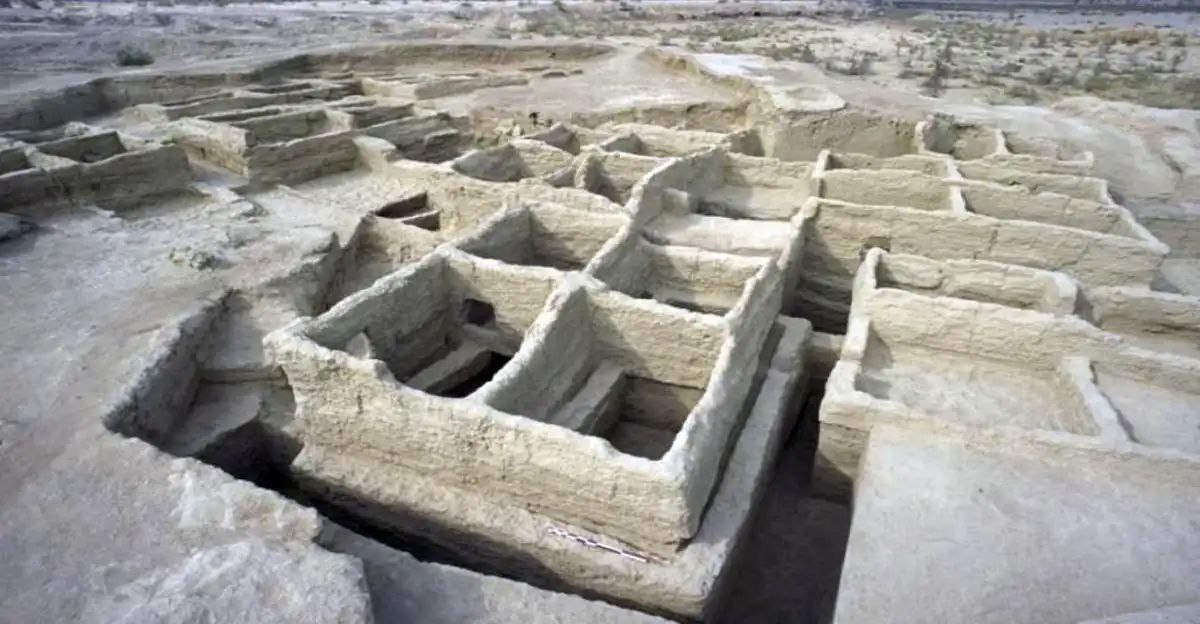

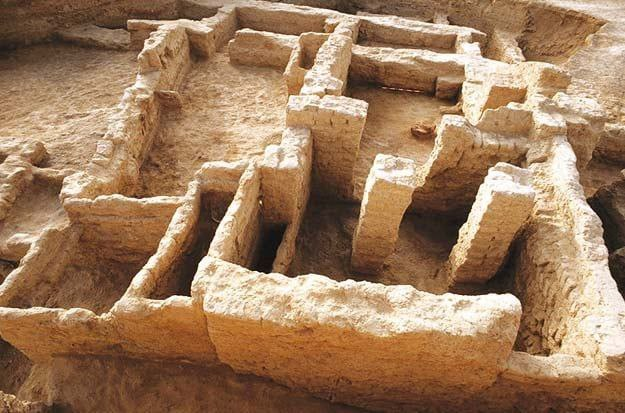

تعد حضارة مهرغاره البلوشية أو حضارة بلوشستان واحدة من أقدم الحضارات البشرية في الشرق الأدنى أو ما يعرف في وقتنا الحاضر بالشرق الأوسط، ويرجع تاريخ هذه الحضارة إلى الألف التاسع قبل الميلاد (9000 ق.م) حسبما يعتقده علماء الآثار - الفريق الفرنسي الذين اكتشفوا هذا الموقع الأثري العظيم - حسب قولهم. تطورت هذه الحضارة بوساطة جماعات كانت تمارس الزراعة والرعي، وعمل بعضها مع بعض بالتجارة، وفي حوالى عام 9000 ق.م، أصبحت هذه الجماعات أكثر اتحادا من حيث الثقافة، وبدأت بناء مدن خُططت بصورة دقيقة في بعض الأماكن.

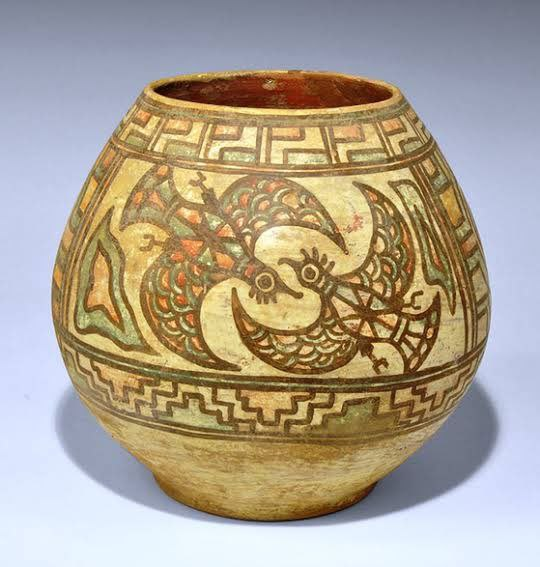

لذلك تعتبر أرض الحضارة البلوشية هي إحدى أقدم الأراضي المأهولة بالسكان منذ القدم، ويعتبر الشعب البلوشي من أوائل شعوب العالم في المنطقة من حيث الاستقرار السكاني بعد عملية الجمع والالتقاط إلى الصيد، ثم الرعي فالزراعة وأخيراً الصناعة .
أما من الناحية الطبية، فقد اهتم هذا الشعب اهتماماً بالغاً بالأعشاب البرية وهي أعشاب ونباتات موسمية نادرة جداً، وكانوا يخزنونها ثم يجففونها في أماكن خاصة بعيدة عن الحرارة والرطوبة بمعنى كان لديهم مختبرات طبية ونظام الصيدلة الحديثة المتعارف عليه في يومنا هذا. وكذلك اهتم هذا الشعب بطب الأسنان، فقد وجد علماء الآثار مختبراً خاصاً به كثير من الخيوط الرقيقة والرفيعة، وكذلك وجدوا كثيراً من الأسنان موضوعة بشكل مرتب ومنظم وفوق رفوف مكتبية، وهذا ما أكد أن أطباء الشعب البلوشي هم من قاموا بأول عملية جراحية بزراعة الأسنان في العالم.

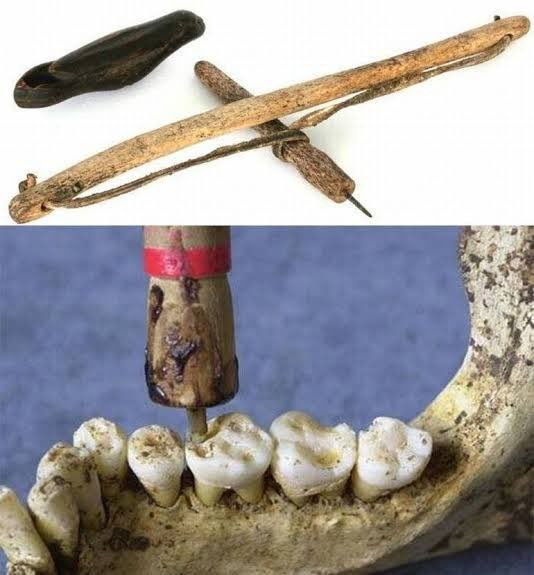

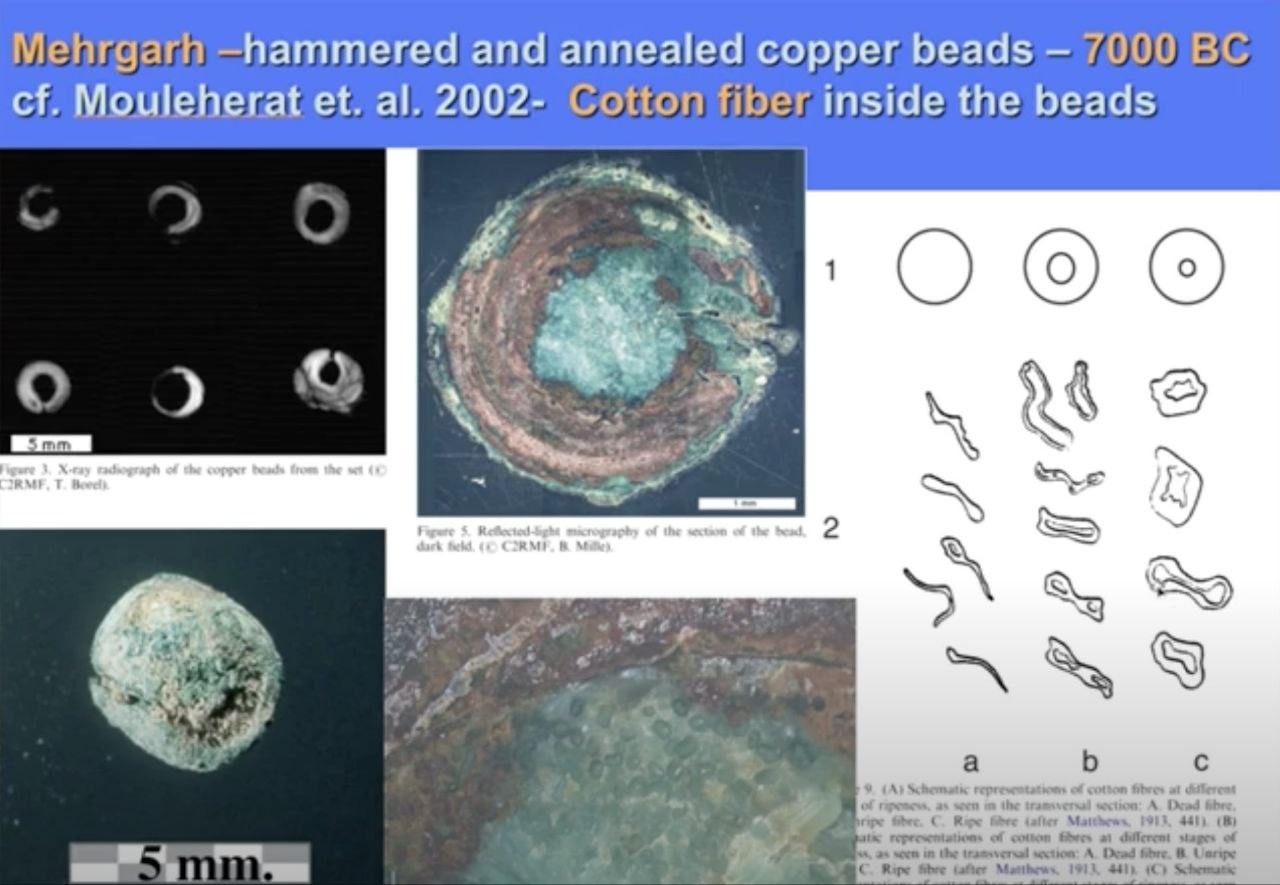

ومن أهم المكتشفات الأثرية التي تم العثور عليها من قبل علماء الآثار في هذا الموقع هي المومياء المحنطة ما غير الاعتقاد السائد بأن المصريين القدماء هم من أوائل شعوب التي عرفت تحنيط الجثث، ويفضل هذا الاكتشاف الكبير غير علماء الآثار نظرتهم .

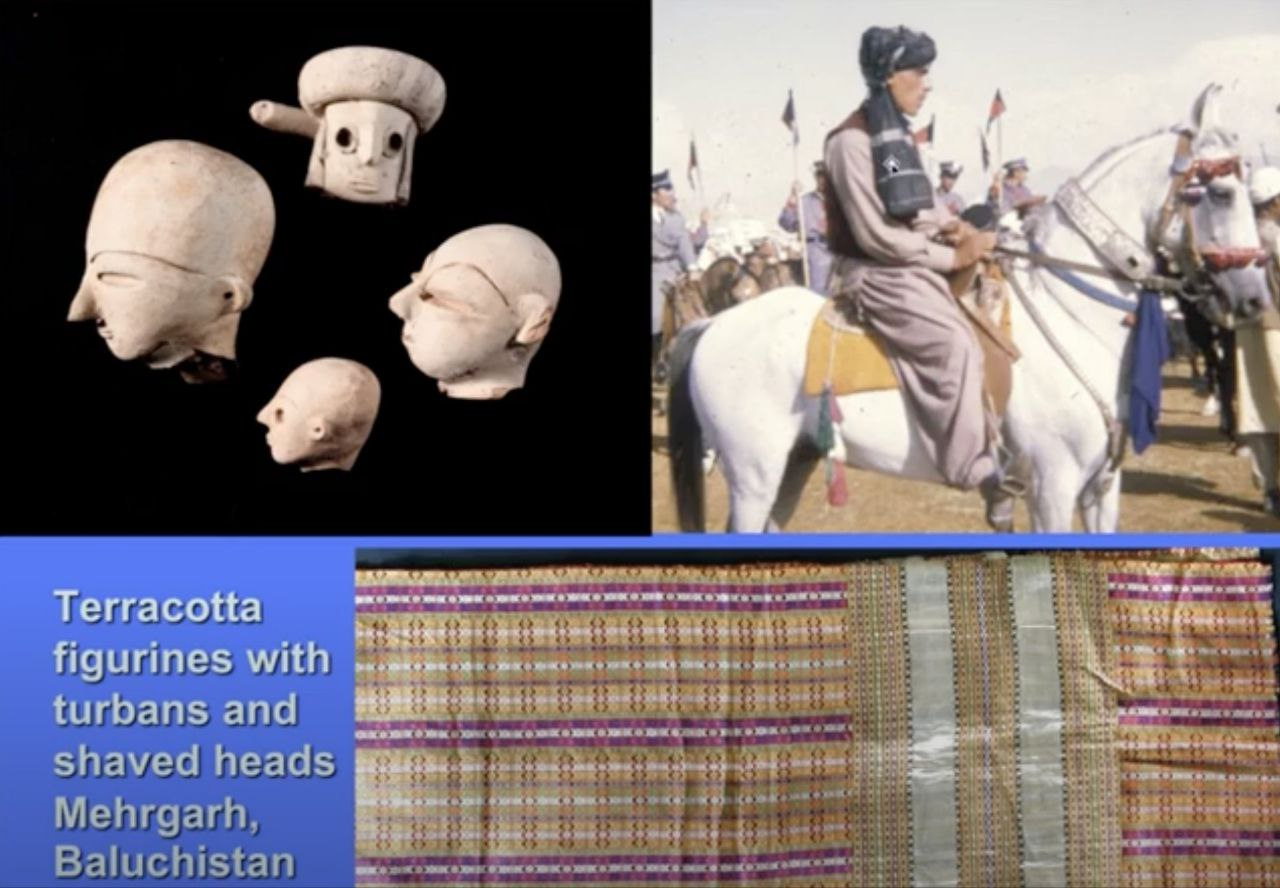
لا تزال العمائم التي تم تصويرها في مهرغاره منذ حوالي 3000 قبل الميلاد تُلبس حتى اليوم في جميع انحاء بلوشستان وجميع انحاء العالم

أما حرفيو حضارة مهرغاره فقد أنتجوا مجموعة منوعة من الأشياء المفيدة والزخرفية واستخدموا النحاس والبرونز، لصناعة الآلات والمرايا، والجرار والمقالي واستخدمت العظام والصدف والعاج لصناعة الحلي والأدوات وقطع الألعاب وغيرها من تطعيم الأثاثات .

### المدينة المحترقة (شهر سوخته)

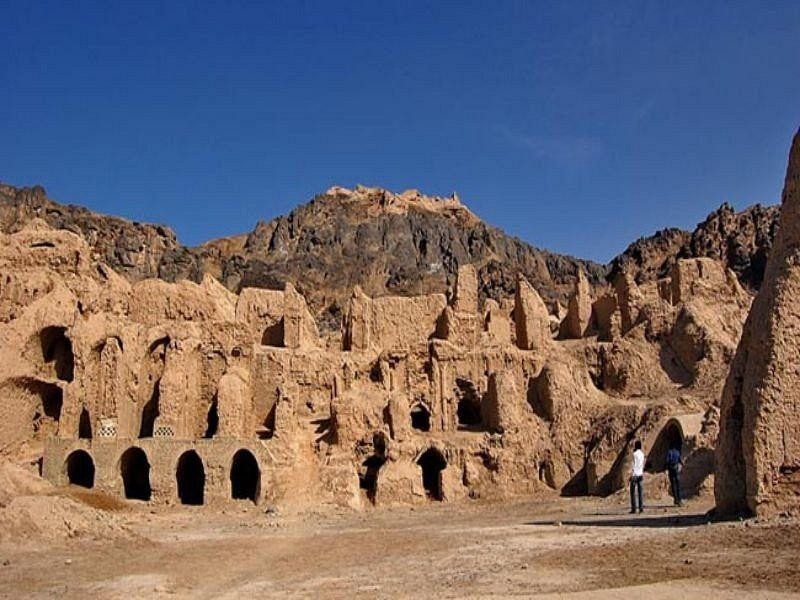
Shahr i sokta

تقع المدينة المحترقة الأثرية على بعد 56 كيلومتراً من مدينة زابل في بلوشستان الغربية (إيران). تأتي أهمية هذه المدينة البلوشية المسجلة في قائمة التراث العالمي لليونسكو من أن تاريخ بنائها يعود إلى أكثر من خمسة آلاف سنة مضت أي عندما ظهرت أولى بوادر حضارة وثقافة بشرية قدمت إلى هذه المنطقة التي عرفت فيما بعد بأرض بلوشستان. قامت هذه المدينة ( 5000 - 3200 ق.م )، وكانت آهلة بالسكان طوال أربع مراحل وحقب تاريخية تخلخلت ما بين 3200 إلى 1800 سنة قبل الميلاد.
الفناء الأثري للمدينة المحترقة تم بناؤه في الألفيتين الثانية والثالثة قبل الميلاد، على أيدي من هاجروا إلى هذه المدينة من مختلف الجهات الأربع للمعمورة. لم يعثر بعد الباحثون وعلماء الآثار على كتيبة أثرية أو وثيقة تاريخية تتحدث عن الاسم القديم والحقيقي لهذه المدينة التي اشتهرت جراء حريق وقع فيها خلال فترتين تاريخيتين أي بين سنوات 3200 إلى 2750 قبل الميلاد، اشتهرت بالمدينة المحترقة .

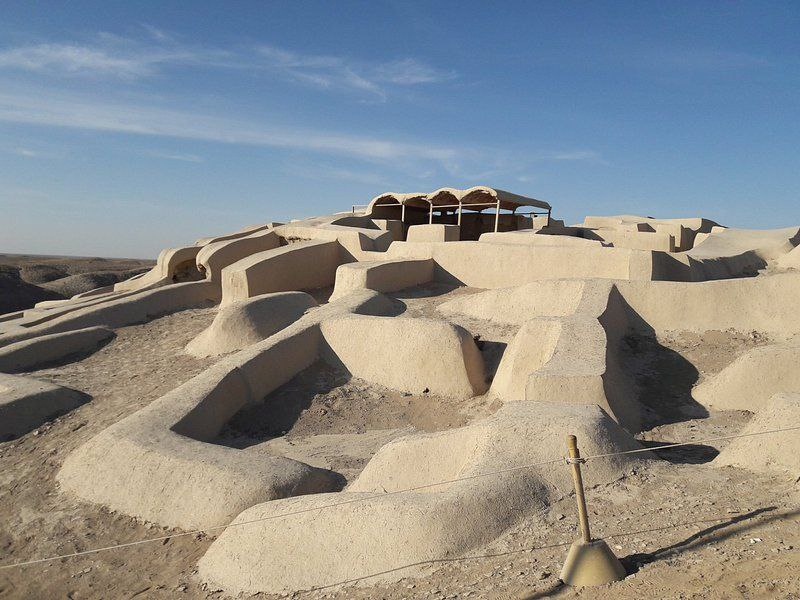
Shahr i sokta

اكتشف إلى الآن في المدينة المحترقة 12 نوعاً من الأقمشة المحركة ذات لون واحد أو متعددة الألوان وصنارة صيد الأسماك، ما يشير إلى أن أهالي المدينة كانوا يستفيدون من قصب المستنقعات المحيط ببحيرة هامون لصنع السلال والحصائر، إضافة إلى بناء سقوف البيوت. وكان سكان المدينة المحترقة يحترفون أيضاً صيد الأسماك وحياكة شباك صيد الأسماك ولا ريب في أن المدينة المحترقة كانت تعد من المدن المتطورة جداً آنذاك .

### حضارة كيج مكران

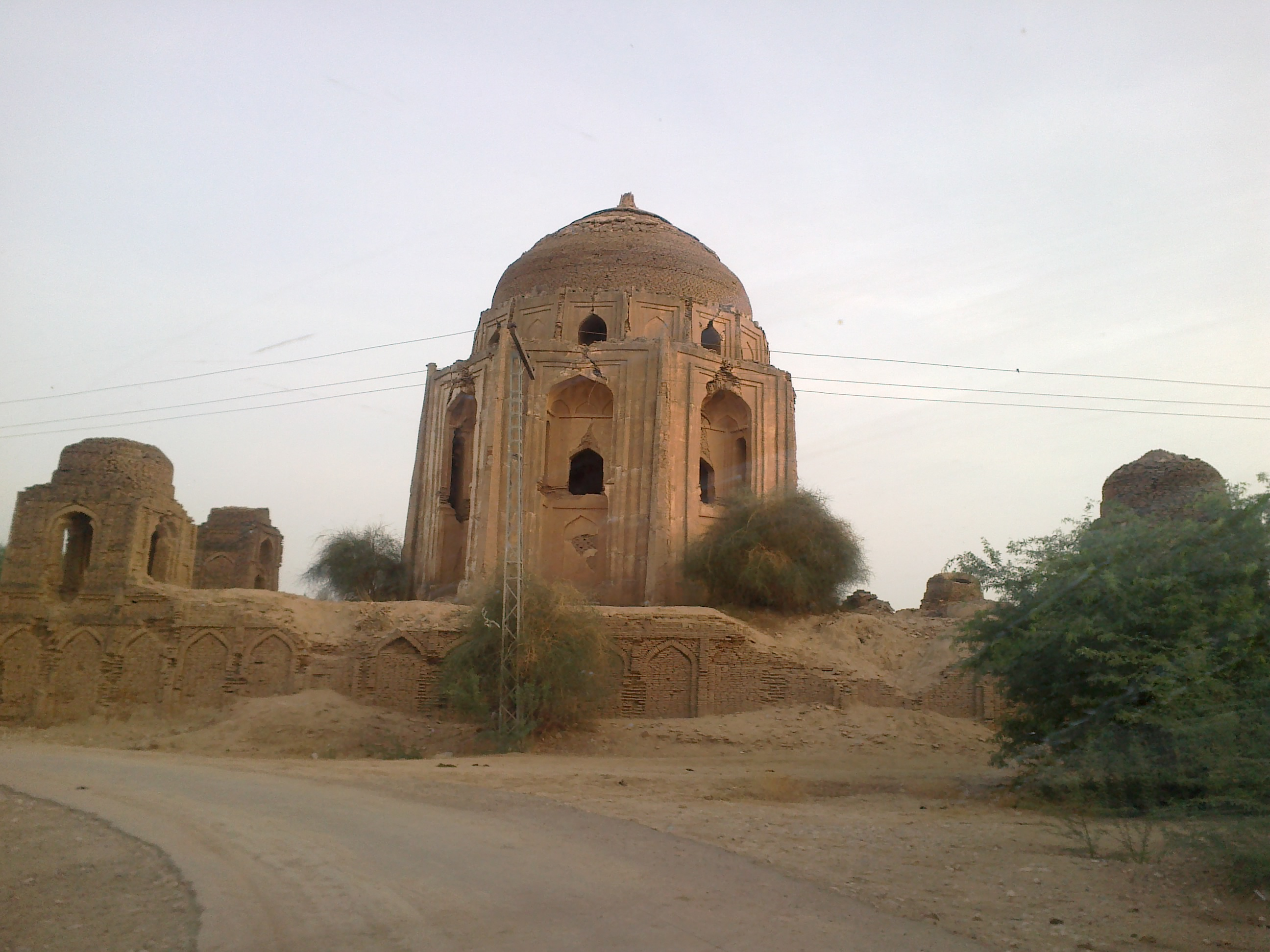
Ruins of the town of Turbat.

حضارة كيج مكران والتي تحتوي على سلسلة من القرى تتوزع على دول وادٍ مشهور يحمل الاسم نفسه وهو وادي بمبور ، ويستطيع المرء في هذه المنطقة أن يميز بين المراحل التاريخية المختلفة حسب المعلومات المستقاة من أعمال بعض علماء الآثار، على سبيل المثال حاول البروفسور الإيطالي (إم. توسي) أن ينظم ويرتب تسلسل المواقع الأثرية ويسقطها على خريطة واضحة فاكتشف خلال بحثه أن المستوطنات السكنية الأولى في يمبور تنتمي إلى العصر الحجري الحديث والعصر النحاسي.
وقد اتفق العلماء على أن بمپور شهدت حضارة متطورة خلال النصف الثاني من الألفية الثالثة والقرنين الأولين من الألفية الثانية قبل الميلاد، وتربط الباحثة بي ديكاردي هذه الحضارة بحضارة (شهر سوخته المدنية المحترقة)، بينما يرى شمیدت ولا مبرغ وكارلوفسكي أن بمبور كانت خاضعة لقوى خارجية.
من جهة أخرى، فإن البروفسور توسي لا يؤيد الفرضيات السابقة لأن العديد من عناصر المواد الأثرية مازالت غامضة والكثير من المواقع ما زالت مجهولة .
وتشابهت الديانة التي كانت تمارس هناك مع ديانات المجتمعات الزراعية القديمة في حوض البحر المتوسط والشرق الأوسط، وتمحورت الديانة حول طقوس الخصب وعبادة الإلهة الأم، فكثيرة هي التماثيل الصغيرة التي تمثل الإلهة الأم، وقد وجد في مواقع تعود إلى حضارة مهرغاره.كما تم اكتشاف العديد من التماثيل الصغيرة على هيئة الثور، ولا ننس أن رسم الثور قد طغى على رسوم الفخاريات التي وجدت في مواقع أخرى.
ووفقاً للآثاريين فقد كانت طرق دفن الموتى ذات صفة مشتركة في جميع أنحاء بلوشستان من مهرغاره مروراً بالمدنية المحترقة وصولاً إلى مكران.

### حضارة جيروفت
حضارة جيروفت هي حضارة أثرية مُفترضَة تعود إلى العصر البرونزي (أواخر الألفية الثالثة قبل الميلاد)، وتقع في كرمان ومكران في بلوشستان الغربية.

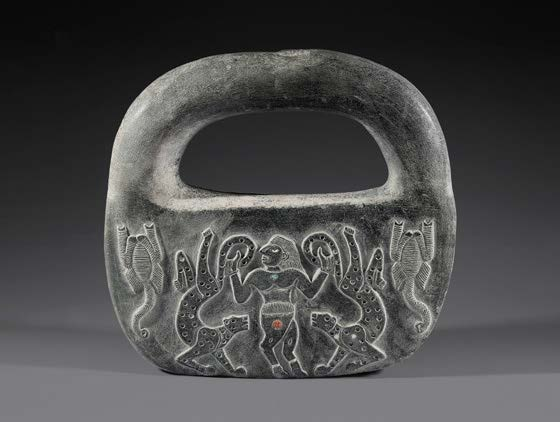
سيد الحيوانات في الكلوريت، جيروفت، كرمان حوالي عام 2500 قبل الميلاد، العصر البرونزي الأول، المتحف الوطني الإيراني

لموقع المقترح هو كونار ساندال، بالقرب من جيروفت في منطقة نهر حليل. وتشمل المواقع الأخرى ذات الأهمية المرتبطة بالثقافة شهر سوختة (المدينة المحترقة)، كيج مكران، وإسبيدج، وشهداد، وتل إبليس، وتبه يحيى.
تمت اقتراح تجميع هذه المواقع باعتبارها "حضارة عصر البرونز المستقلة بعمارتها ولغتها"، متوسطة بين عيلام إلى الغرب وحضارة وادي السند إلى الشرق، لأول مرة من قبل يوسف مجيدزاده، رئيس فريق الحفريات الأثرية في جيروفت (جنوب وسط إيران). تعتمد الفرضية على مجموعة من القطع الأثرية التي تم انتزاعها رسميًا واستعادتها من قبل السلطات الإيرانية من قبل النهبة؛ والتي يعتقد الكثيرون أنها مشتقة من منطقة جيروفت (كما ذكرته الخدمات الإخبارية الإيرانية عبر الإنترنت، بدايةً من عام 2001)

تمت الحفريات الأولية في كرمان بواسطة السير أوريل ستاين حوالي عام 1930. واحدة من أبرز الحفريات الأثرية التي تمت في محافظة كرمان كانت التي قادها البروفيسور جو كالدويل من متحف ولاية إلينويس في عام 1966 (تل إبليس) ولامبرغ كارلوفسكي من جامعة هارفارد في عام 1967 (تبه يحيى، وادي سوغان، دولت‌آباد).

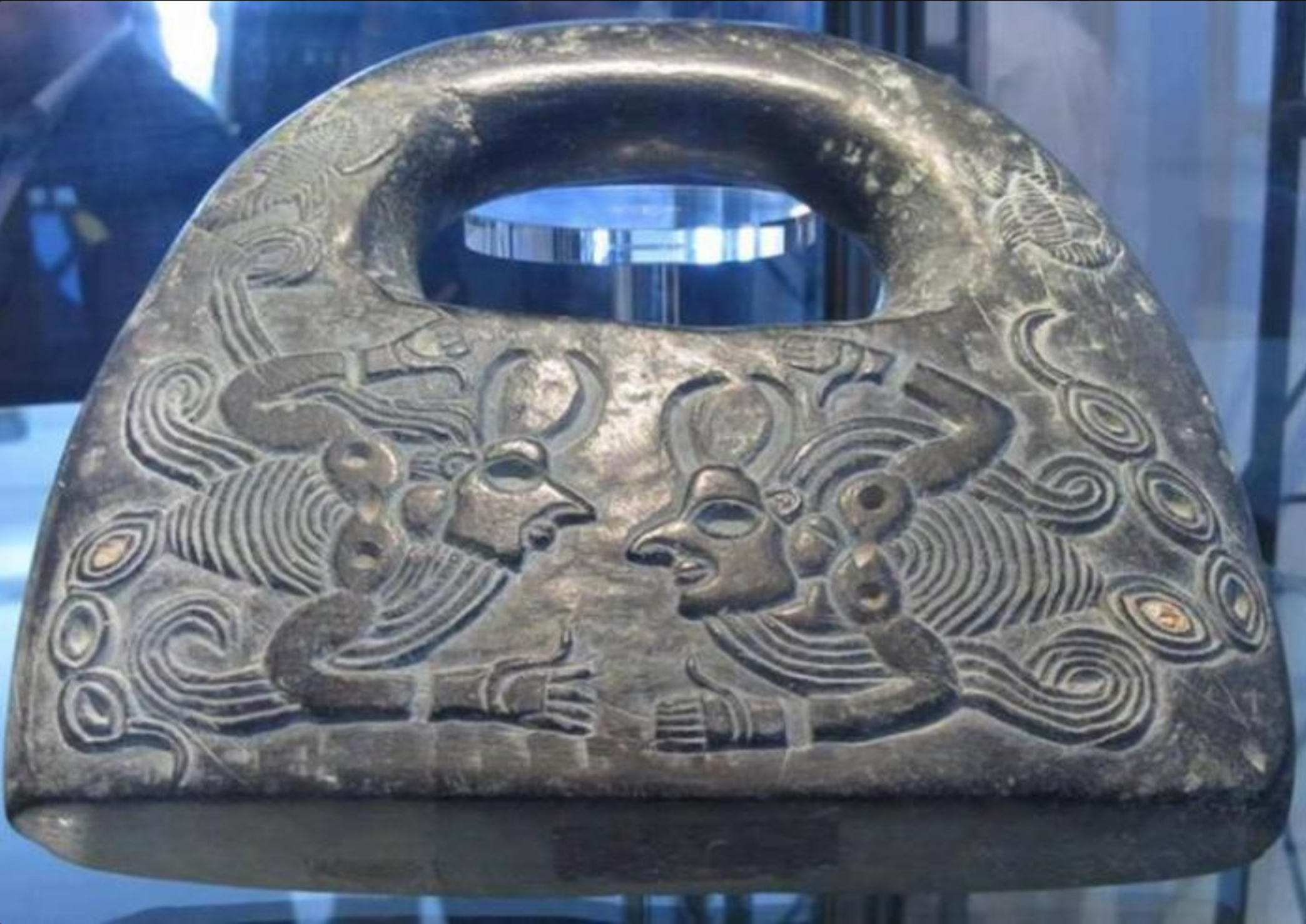
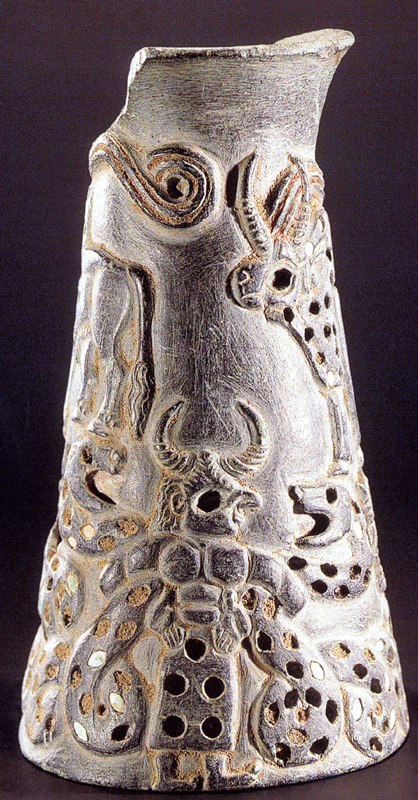
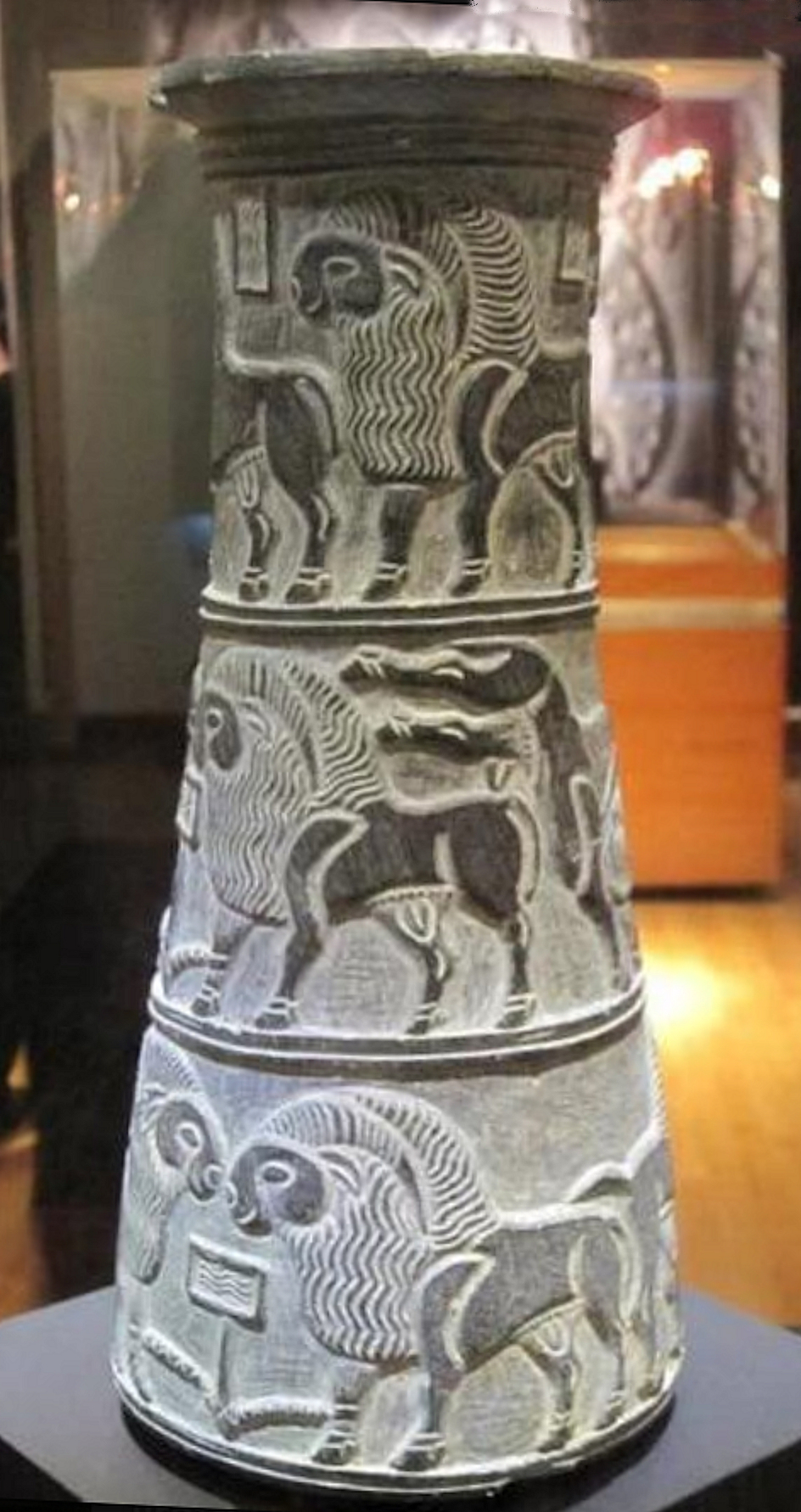
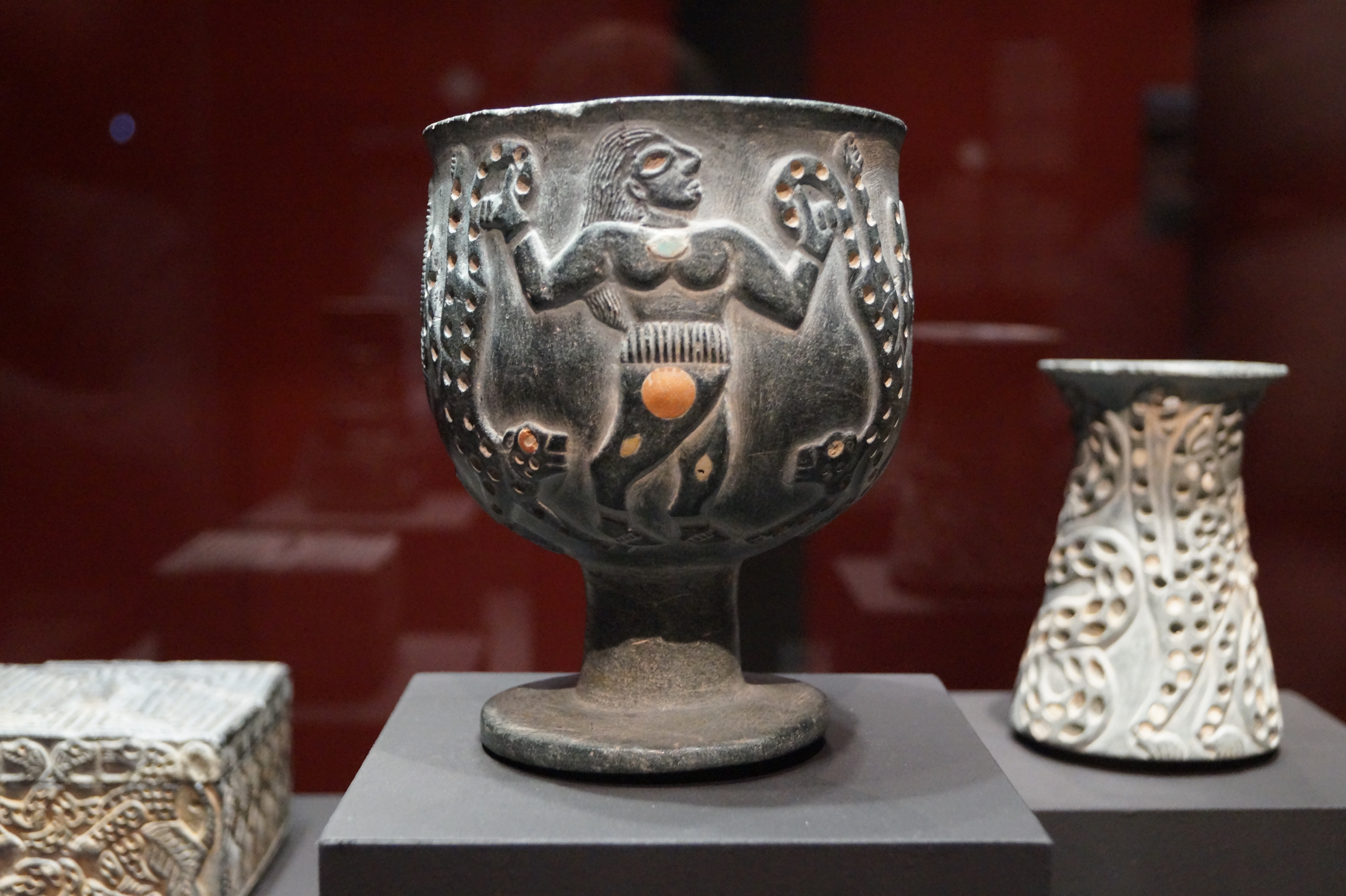
إناء جيروفت، 2800-2300 ق.م.
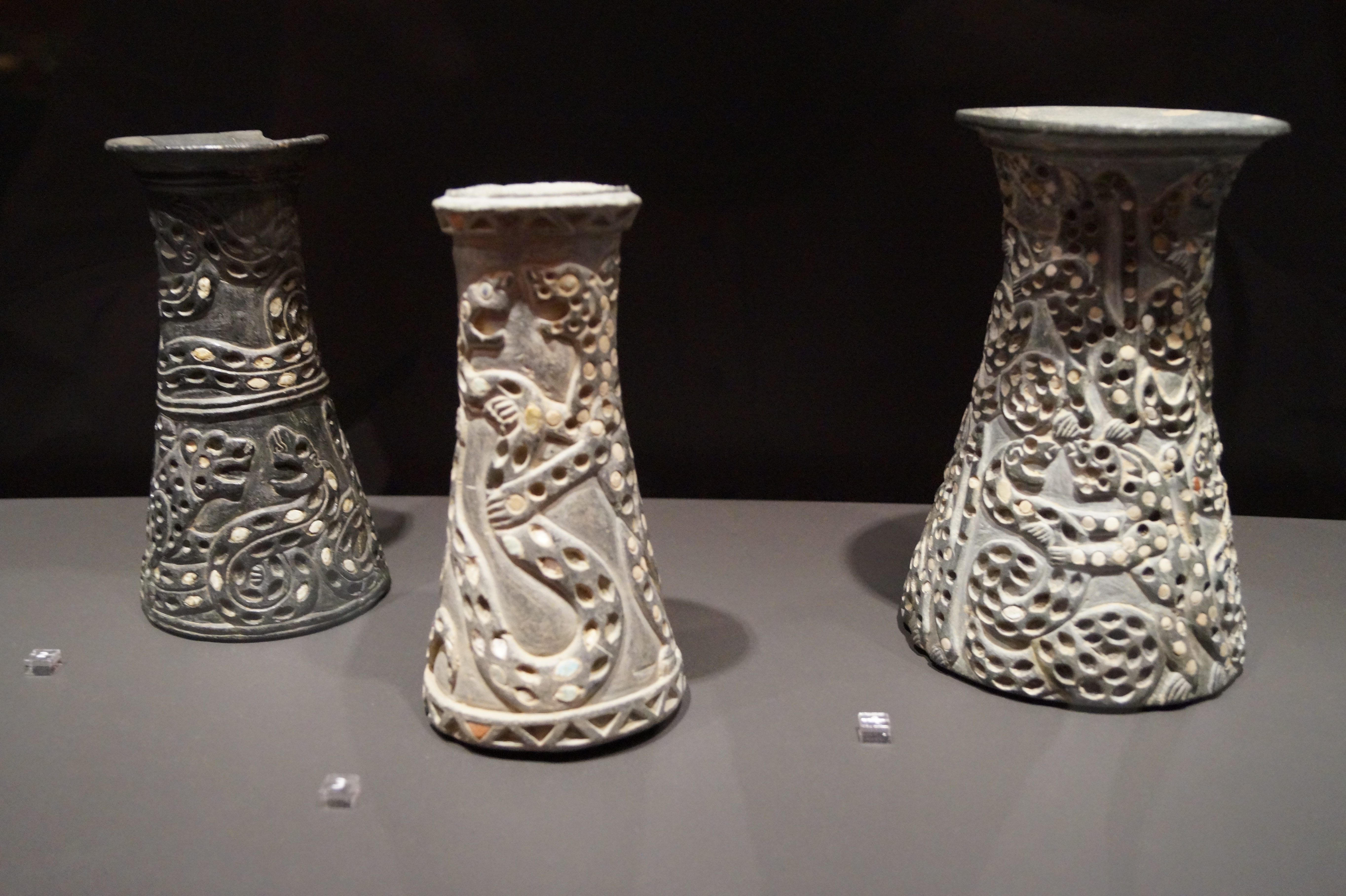
إناء جيروفت، 2800-2300 ق.م.
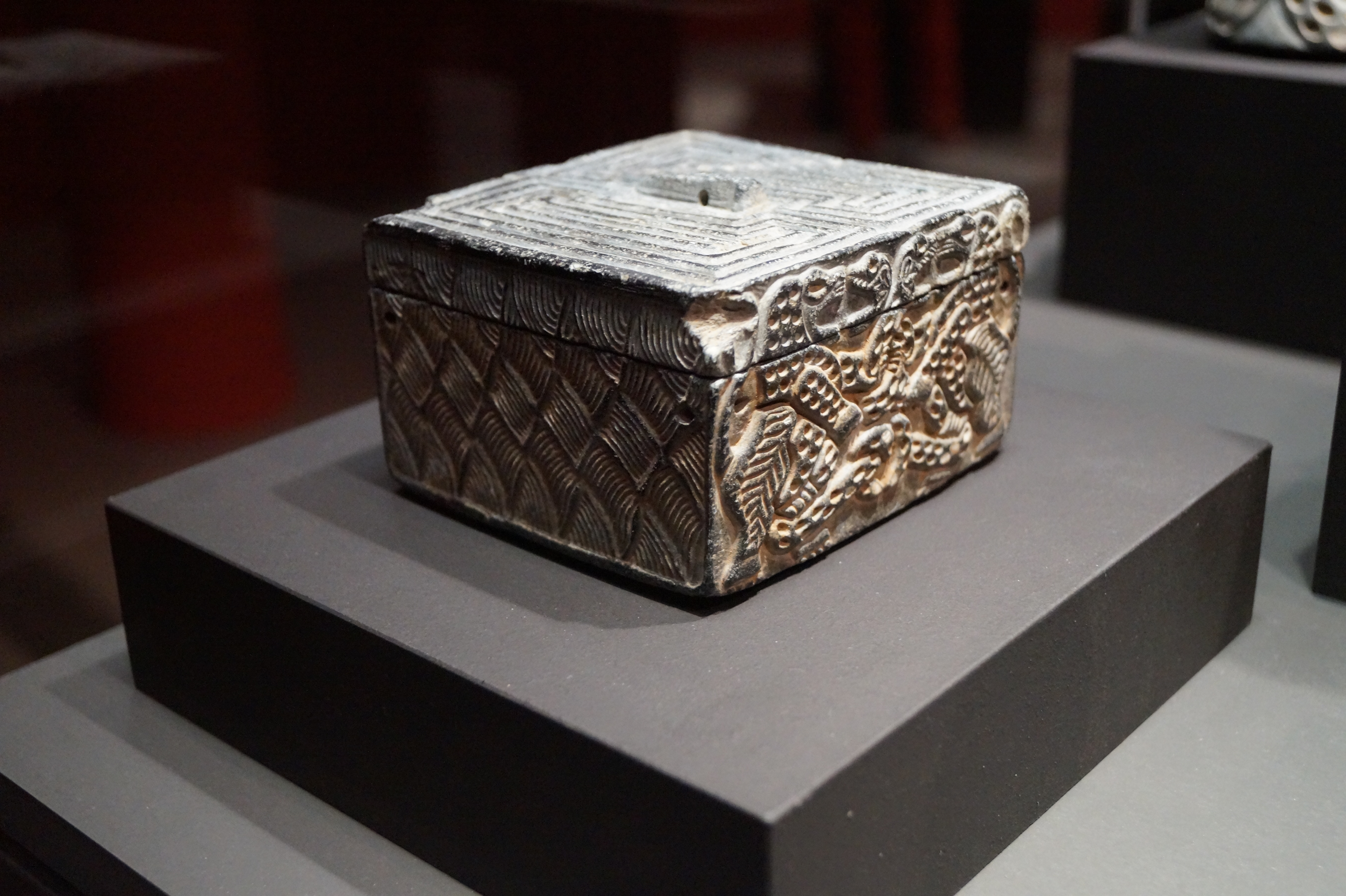
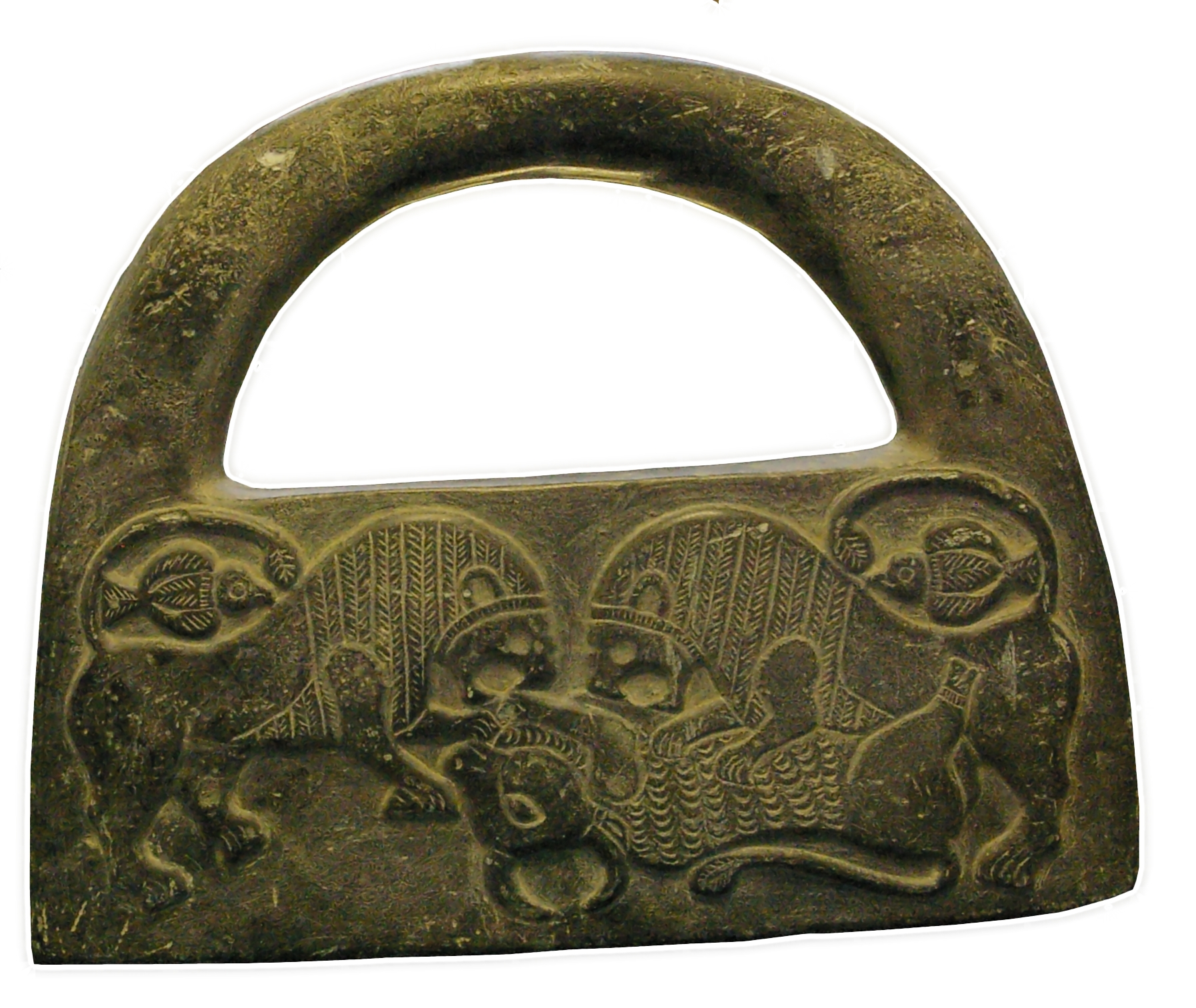
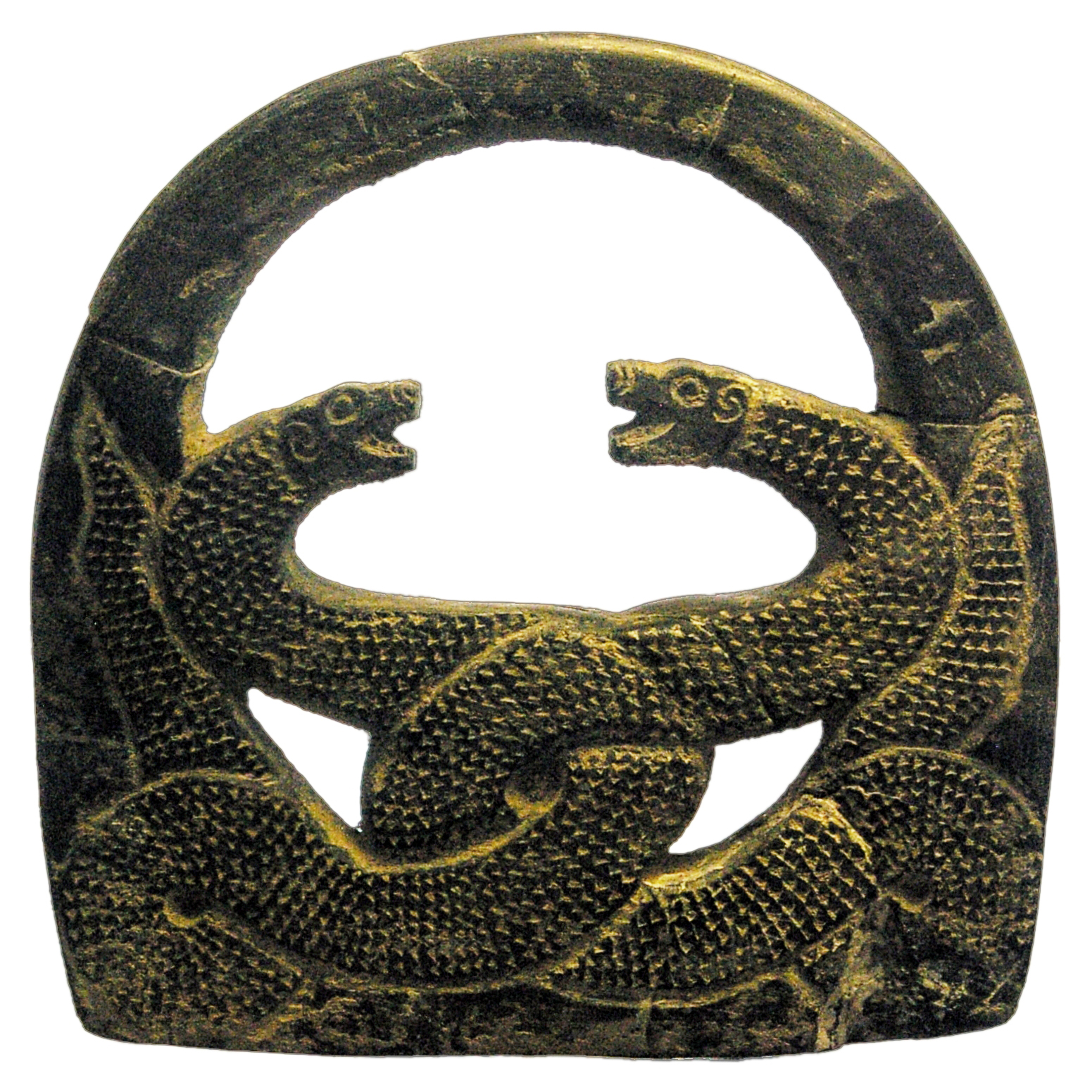
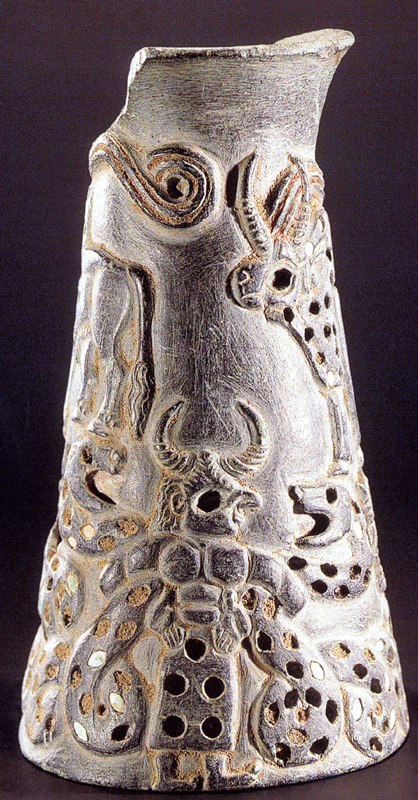

### حضارة هلمند

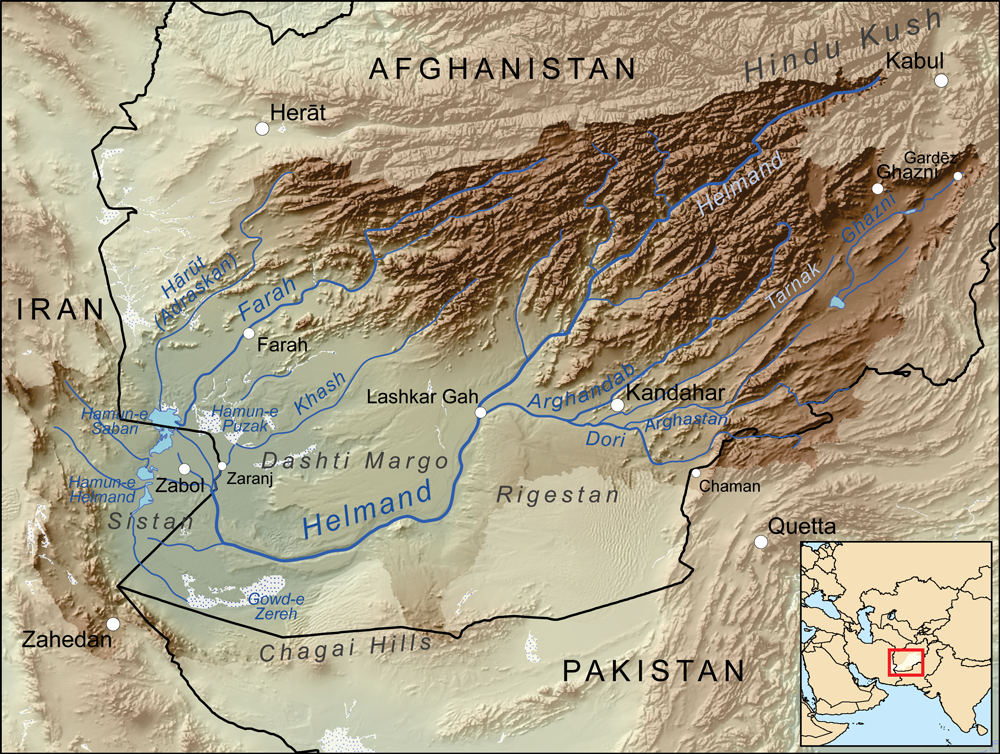
خريطة نهر هلمند

حضارة نهر هلمند حوالي 3300-2350 قبل الميلاد، هي ثقافة من العصر البرونزي ازدهرت بشكل رئيسي في وسط وأسفل وادي نهر هلمند، في جنوب أفغانستان وإقليم سيستان في بلوشستان الغربية والشمالية، بشكل أساسي في الألفية الثالثة قبل الميلاد.

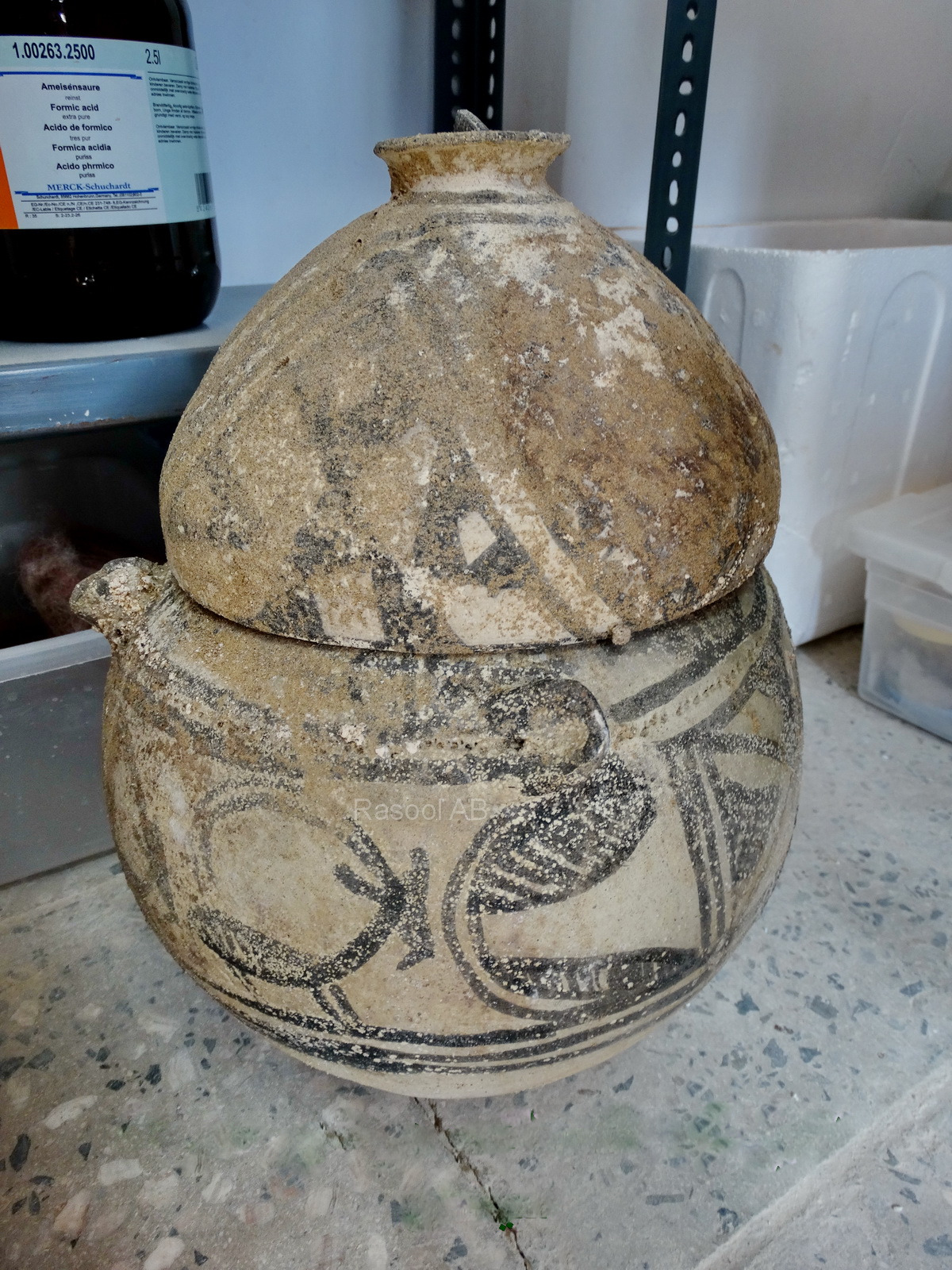

عاش شعب ثقافة هلمند جزئياً في مدن تضم معابد وقصورًا، مما يوفر دليلاً على هيكل اجتماعي معقد ومتقدم. ومن المدن الرئيسية المعروفة حتى الآن شهر سوختة (في إيران) ومنديغاك (أفغانستان). أظهرت الأبحاث على الآثار من كلا المكانين أن هذه المدن كانت تشترك في نفس الثقافة. هذه هي أقدم المدن المكتشفة في هذا الجزء من العالم، على الرغم من أن قرية مهرغاره أقدم بكثير وتقع إلى الجنوب الشرقي. ومن الممكن أن تكون ثقافة هلمند تشكلت مرة واحدة كدولة قديمة واحدة.
تركزت المرحلة التأسيسية لحضارة هلمند في وسط وأسفل نهر هلمند، الذي يمتد لحوالي 1300 كيلومترًا باتجاه الجنوب الغربي، يعبر الصحاري الريغستان ومارغو، ويصل إلى سيستان. وأكثر المواقع المعروفة هما منديغاك، على بعد 35 كيلومترًا شمال غرب قندهار في أفغانستان، وشهر سختا، على بعد 425 كيلومترًا، وعلى بعد 50 كيلومترًا جنوب غرب زابول في إيران.
اعتبر لامبرغ-كارلوفسكي وتوسي (1973) أهمية توحيد الاكتشافات في شهر سوختة ومنديغاك كما أظهرت في آلاف قطع الفخار وصناعة الصخور الصلبة والأعمال المعدنية وتقنيات البناء وأشكال الطوب والتماثيل والختم في نهاية الألفية الرابعة قبل الميلاد.